# محمد العبسي الأزهري اليماني
 محمد العبسي الأزهري اليماني هو ( العلامة الشيخ محمد العبسي الأزهري اليماني )، ولد في قرية « ميدي » من أعمال اليمن الشمالي، ولم يكد يبلغ سّن شبابه حتى شّد رحاله إلى مصر، تَحدوا رغبة صادقة في تحصيل العلم من منبعه الأصيل. ومكث فيها طويلاً يواصل دراسته بجدّ واجتهاد إلى أن نال شهادة العالمية من الأزهر الشريف،   غادر بعدها مصر إلى اندونيسيا وأقام فيها مدة، عمل خلالها مدرساً لشتى العلوم الدينية والعربية والرياضيات والمنطق والفلك الذي برع فيه. ومن اندونيسيا يمّم وجهة شطر الكويت وعمل فيها مدرساً في المدرسة المباركية، ومن الذين زاملوا فيها المذيع العراقي المشهور (يونس بحري)، ثم انتقل إلى البحرين وشغل منصب مدير مدرسة الهداية الخليفية، وتخرج على يديه فيها عديد من الشباب البحريني منهم الأستاذ: احمد بن علي بن موسى العمران وزير التربية والتعليم سابقاً، وقد استفاد الأستاذ العمران من علم الشيخ العبسي وخاصة في الرياضيات، فاستطاع اختصار دفتر حساب أوزان اللؤلؤ من عدة مئات من الصفحات إلى جدولين لم يزيدا عن بضع أوراق أو في، فيها جميع الأغراض الحسابية بشأن أوزان اللؤلؤ. فلما أطلع الشيخ على عمله الذي قام به تلميذه العمران، أعجب به اعجاباً كبيراً فقّرضه له شعراً بقوله:
وفي البحرين عاود الشيخ العبسي حنين التجوال والطواف في أرض الله. فسافر إلى دبي ونزل ضيفاً على المحسن الكبير « هلال بن رمضان الشميس » التاجر الكويتي المعروف.

## إنشاءمدرسة السعادة
وجاشت في نفس الشيخ محمد العبسي رغبة التدريس ففاتح بها مضيفه الذي غمرته سعادة المشاركة في تحقيق هذه الرغبة وتحمل النفقات اللازمة لذلك. فتبرع لهما الشيخ راشد بن شبيب بمجلسه ليكون مقراً للمدرسة التي أطلق عليها اسم (السعادة)، وعاضد الفكرة منذ بدايتها محمد عبيد البدور والحاج يوسف بن عبد الله السركال، فأمدّاها بكل عون ومساعدة وتشجيع طائل مستمر. ولما زاد عدد تلاميذ المدرسة انتقلت إلى مكانيها الجديدين كما مرّ بنا تفصيل ذلك.
ويعتبر الشيخ محمد العبسي عالماً مبّرزاً في كثير من العلوم منها علم المنطق والفلك. وقد استفاد منه كثير من طلبته الذين درسوا على يديه إلى درجة أنه أخذ يستعين ببعض النابهين منهم في تدريس زملائهم كالسيد هاشم وأحمد حمد الشيباني، ومحمد بن يوسف الشيباني، وعبد الرحمن المنصوري وغيرهم. وعندما توسعت مدرسة السعادة وكثر طلابها شملها الشيخ محمد علي رضا زينل برعايته فقام بتعيين عدة مدرسين فيها على حسابه بالإضافة إلى معلمها السابق الشيخ العبسي الذي توّلى نظارتها.
وكان من تحمُس الشيخ محمد العبسي للعلم وحرصه على النظام أن وضع لائحة تنظيمية علّقها على مدخل المدرسة توجب على من يتأخر من المعلمين عن موعد بدء الدراسة ولو لدقائق خصماً من راتبه. ولقد وقع تحت يدي ما يلفت النظر إلى مدى أهمية الدوام المدرسي في ذلك العهد، وبما يعطي اقتناعاً لدى المتتبع بما كان عليه ذلك الجيل الرائد في التعليم من تقدير للمسؤلية التعليمية وأدائها بمنتهى الصدق والأمانة. فقد وقفت في ذلك على ورقة مؤرخة في 28 ربيع الثاني عام 1369 هـ تحمل ختم حاكم البلاد آنذاك الشيخ سعيد بن مكتوم آل مكتوم يأذن فيها الشيخ على بن حسين الجزيري، أحد المدرسين في أن يتأخر عن بداية الدوام المدرسي لمدة ربع ساعة فقط يومياً.
والمتمعّن في هذه الورقة يخرج بانطباع عن مدى الحرص السائد في مدارسهم في الوقت المحدد.
وبحيث لايسمح لأحد منهم بأي تأخير حتى الربع الساعة الأولى من الدوام وهي لاشك وجيزة جداً في زمن الدوام المدرسي اليومي الذي يستغرق أحياناً فترتي الصباح وما بعد الظهر إلى العصر. لايمكن أن تعطى ولمن؟. للمدرس الا باذن خطي ممهور من حاكم البلاد. وحين تنتهي هذه الظروف تعود حالته في المعاملة كبقية المدرسين.
ويبين من مفهوم الاذن بدخول المدّرس إلى المدرسة بعد ربع ساعة. أن المدارس كانت تغلق أبوابها في وجه الأساتذة والطلبة بعد وقت الدوام ولايسمح لهم بالدخول بعده. ومادامت معاملة المدّرس تتم بتلك الصفة من الدقة والإلزام فمن باب أولى أن يكون الطالب ملزماً بصورة أدق وأبلغ من مدّرسه. وما تنتجه تلك المعاملة من حرص على الدوام به، مع الأخذ في الاعتبار أنه لم يكن هناك من مواصلات مخصصة لنقل الأساتذة والطلبة في ذلك العام الموافق 1949 م، وما قبله وما بعده بمدة طويلة، وانما كانوا يمشون إلى مدارسهم سيراً على الأقدام، ومنهم من كانت منازلهم بعيدة عن المدرسة، ومنهم من كان يسكن في أحد البرين ومدرسة في البر الآخر، فيمشي ثم يعبر الخور بالعبرات ويعود إلى منزله بالطريقة نفسها ظهراً، ثم يعود لاستكمال الدراسة، وبالرغم من صعوبة المواصلات آنذاك فقد كان النظام المتّبع في المدارس صارماً في الالتزام بالدوام في وقته المحدد دون تأخير. ومن يتأخر لدقائق ينتظره الجزاء المقرر. على أنه في هذا الوقت الذي تيسرت فيه وسائل الراحة والرفاهية إلى درجة كبيرة وبحيث أصبح الطالب قبل المدّرس يملك سيارته الخاصة، فكان يجب تبعاً لذلك أن يكون الالتزام بالدوام المدرسي أكثر من ذي قبل ويكون الجزاء المتّرتب على التأخير عنه أشد صرامة. على أنني أضع هذه الورقة الصغيرة أمام نظر المنتسبين للهيئة التعليمية من مسؤلين وأساتذة وطلبة ليقفوا على معانيها الكبيرة في الحياة التعليمية وليعلموا مدى ما كان عليه ذلك العهد الزاهر من ترتيب والتزام بالنظام على تلك الدرجة من الدقة والصراحة التي لايسمح فيها لمدرس ان يتأخر الا بموافقة من حاكم البلاد.
ويعرف الأستاذ العبسي إلى جانب علمه الواسع باللطف والمرح ومما يروى من ظرائفه أنه أثناء تدريسه غضب على الطالب: أحمد الحميدي وكان وقتها صغيراً في السّن، فقاله له (لأعذبنّك عذاباً شديداً)، اقتباساً من الآية القرآنية المعروفة، وكان أحد الطلبة الكبار بجانب أحمد الحميدي، وهمس له في أذنه بأن يرد على الأستاذ العبسي : ان شاء الله يا نبي الله سليمان، فضحك الأستاذ طويلاً ورضى عن الطالب الحميدي وجاء إليه وقبلّه وسأله من قال له ذلك، فأشار الحميدي إلى الطالب الهامس له.

## إغلاق مدرسة السعادة ورحيل العبسي
استمر الشيخ العبسي اليماني في التدريس إلى أن ضعفت الحالة المادية لمتعهدي هذه المدارس بالإنفاق، وتغيرت أحوال المعيشة، فأغلقت مدرسة السعادة أبوابها وسافر الشيخ العبسي إلى أندونيسيا ومكث بها مدة، غادرها بعد ذلك إلى منطقة حيدرآباد، بالهند فترة من الزمن. ومنها هاجر إلى المدينة المنورة يستنشق فيها عبير النبوة وذكرياتها العطرة إلى أن وافاه الأجل في أرضها الطيبة المباركة عام 1370 هـ ودفن في البقيع ف وأثابه على ما قدّم لهذه البلاد من خدمات جليلة. كان شيخاً وقوراً ترك أثراً في حياة أهالي دبي فقد شارك في بناء الأساس التعليمي للبلاد منذ بدايته وخرّج جيلاً من المتعلمين والأساتذة.
ويذكر لي الشيخ محمد بن يوسف أن الشيخ أحمد حمد قد قابل في إحدى رحلات حجّه الشيخ محمد العبسي في المدينة المنورة وكان يحمل بين جنبيه ذكرى طيبة عن دبي وكان يسأل عن تلامذته وأهل دبي الذين عايشهم واحداً واحداً ويتذكر أيامه السابقة ويهفو إليها.

## وصلات خارجية
- الشيخ عبد الرحمن بن حافظ
- الشيخ محمد علي رضا زينل
- المدرسة الأحمدية
- المدرسة السالمية
- مدرسة السعادة
- مدرسة الفلاح
- الشيخ عبد الرحيم المريد
- الشيخ أحمد بن عبد الرحمن بن حافظ
- الشيخ محمد نور سيف
- مدرسة الفلاح جدة

1. ↑  عارف، فريق موسوعة (19 مارس 2023). "محمد علي رضا زينل". {{استشهاد بدورية محكمة}}: الاستشهاد بدورية محكمة يطلب |دورية محكمة= (مساعدة)
2. ↑  "ميدي (حجة)". ويكيبيديا. 18 يناير 2024.
3. ↑  Hatina, Meir. "Historical legacy and the challenge of modernity in the Middle East: the case of Al-Azhar in Egypt." The Muslim World 93.1 (2003): 51.
4. ↑  Brown, Nathan J. Post-revolutionary al-Azhar. Vol. 3. New York, NY: Carnegie Endowment for International Peace, 2011.
5. ↑  بوملحة، إبراهيم، محمد،، بوملحة، إبراهيم، محمد، (1992). (أعلام من الإمارات) الطبعة الثالثة ،دبي: سنة 1992 للميلاد.{{استشهاد بكتاب}}:  صيانة الاستشهاد: التاريخ والسنة (link)